# Fåfäng var min dröm
Fåfäng var min dröm (engelska: Dragonwyck) är en amerikansk dramafilm från 1946 i regi av Joseph L. Mankiewicz, som gjorde sin regidebut som ersättare för Ernst Lubitsch som blivit sjuk och därför inte fick regissera. Mankiewicz skrev även manus baserat på romanen Det hände på Dragonwyck från 1944 av Anya Seton. Filmen producerades av Darryl F. Zanuck och Ernst Lubitsch för 20th Century Fox. I huvudrollerna ses Gene Tierney, Walter Huston och Vincent Price.

## Rollista i urval
- Gene Tierney - Miranda Wells
- Walter Huston - Ephraim Wells
- Vincent Price - Nicholas Van Ryn
- Glenn Langan - Dr Jeff Turner
- Anne Revere - Abigail Wells
- Spring Byington - Magda
- Connie Marshall - Katrine Van Ryn
- Harry Morgan - Klaus Bleecker